# مانإيتر
Maneater هي أغنية للكندية نيللي فرتادو، طرحت في يونيو 2006

## فيديو كليب
أخرج الكليب Anthony Mandler، وهو الذي أخرج كليبات لبيونسيه وريحانا، عرض لأول مرة في MTV، مدة الكليب حوالي 5 دقيقة تتخللها مقاطع تمثيلية حيث تدور قصة الكليب حول نيللي التي تفقد كلبها في مكان غريب وتمشي وراء الكلب حتى تصل إلى مكان مظلم مليء بالنساء والرجال، فتبدأ بالغناء والرقص وفي النهاية عندما تنتهي الأغنية تجد الكلب في الخارج. يذكر أن الصحافة انتقدت نيللي على عدم علمها بعلم الرقص ونصحتها أن تقتدي بغريماتها جوين ستيفاني ومادونا.

## معلومات الأغنية
- تاريخ الإصدار: 5 يونيو 2006
- التسجيل: ميامي، فلوريدا 2005
- النوع: Pop
- المدة: 4:18
- كلمات:Nelly Furtado، Tim Mosley, Nate Hills, Jim Beanz
- ألحان: Timbaland & Danja
- إخراج: Anthony Mandler

## الصيغ وقائمة الأغاني
هذه مجموعة السيديز التي أصدرت للأغنية في مجموعة من الدول.
| سيدي السنغل العالمي 1. "Maneater" (radio version) 2. "Undercover" 3. "Maneater" (Waata House mix) 4. "Maneater" (CD-ROM music video) سيدي أستراليا 1. "Maneater" (radio version) 2. "Crazy" (Radio 1 Live Lounge session) 3. "Maneater" JoSH Desi remix) فينال سنغل 1. "Maneater" (radio version) 2. "Maneater" featuring Alozade (Waata House mix) 3. "Maneater" (a cappella) 4. "Maneater" (instrumental) | الرمكسات الرسمية 1. "Maneater" (Waata house mix) 2. "Maneater" (Peter Rauhofer Reconstruction remix) 3. "Maneater" (Richard Vission club mix) 4. "Maneater" (Richard Vission dub) 5. "Maneater" (Sugardip Club Mix) 6. "Maneater" featuring Lil Wayne (remix) 7. "Maneater" featuring Da Weasel الرمكسات غير الرسمية 1. "Maneater" (Axwell]] mix) 2. "Maneater" (DJ Cruze Funkfinders remix) 3. "Maneater" (DJ Anthony Lago's Work Hard mix) |